# Philip Verheyen
Pour les articles homonymes, voir Verheyen.
Philip Verheyen est un chirurgien flamand, né le 23 avril 1648 et mort le 28 janvier 1710.

## Jeunesse et début de ses études
Troisième membre d'une fratrie de huit, fils de Thomas Verheyen et de Joanna Goem, Philip Verheyen est né à Verrebroek dans le comté de Flandre, faisant partie des Pays-Bas catholiques, fort probablement au domicile de ses parents, sur une petite parcelle de terrain qui leur appartenait au lieu-dit Borring, près de la limite avec Meerdonk. Il est baptisé à l'église paroissiale de Verrebroek le 24 avril 1648. On sait peu de choses de son enfance. Jeune, il a probablement été vacher, et on suppose qu'il a appris à lire et à écrire à l'école paroissiale de l'endroit. Selon la tradition orale, il avait une mémoire si bonne qu'il pouvait réciter le sermon du curé après l'office dominical.
Le curé du village le prend sous son aile et l'envoie en 1672 à Louvain, où il passe trois ans dans la faculté des Arts au "Collegium Sancti Spiritus". Il entreprend des études artistiques et dévoile de véritables talents de dessinateur. C'est alors qu'il est initié au dessin d'anatomie en copiant les xylographies du XVe siècle d'André Vésale et les plâtres d'antiquités grecques et romaines. C'est aussi à cette époque qu'il apprend la technique de la gravure, mise en pratique dans son fameux livre Corporis Humani Anatomia (1693).

## L'amputation et le membre fantôme
Verheyen termine ses études artistiques en 1675 et commence des études de théologie dans l'intention de suivre les traces de son mentor en devenant prêtre. C'est à ce moment crucial qu'une maladie entraîne l'amputation de sa jambe gauche, ce qui le rend inapte à la charge cléricale. Cet événement va jouer un rôle d'une grande importance dans le choix de son avenir.
Les amputations étaient très courantes à l'époque ; on les effectuait afin de prévenir l'extension d'une maladie et d'une infection qu'il était impossible de soigner autrement. Il importe aussi de signaler ici que le chirurgien qui procéda à l'amputation de la jambe de Verheyen à Leyde avait été un élève de l'anatomiste Frederik Ruysch et qu'il conserva cette jambe sur l'insistance du patient pour en permettre une étude approfondie à une date postérieure. Les techniques exactes de préservation étaient un secret bien gardé, mais les fluides d'injection qu'il employa pour remplacer les liquides organiques périssables comprenaient probablement du talc, du suif de cire blanche, du cinabre et de l'huile de lavande. Après l'injection, la jambe fut placée dans un contenant d'alcool balsamique ou d'eau-de-vie additionné de poivre noir, ce qui prévenait en permanence la décomposition. On pense qu'en raison de ses fortes convictions religieuses, Verheyen craignait beaucoup d'enterrer une partie de son corps avant que le reste ne soit prêt à subir le même sort.
Après avoir jugulé l'infection qui aurait très bien pu lui coûter la vie, Verheyen ressent un nouvel embarras dont il ne va jamais parler ouvertement durant ses nombreuses années d'anatomiste. Il commence à découvrir ce qu'on appelle de nos jours le membre fantôme et à souffrir de douleurs à ce dernier. Ces sensations l'incitent à bien des égards à commencer une carrière en anatomie afin d'étudier et de comprendre ce phénomène et à écrire une série de notes très personnelles (1700-1710) dont le titre peut se traduire par « Notes sur ma jambe amputée » ou « Lettres à ma jambe amputée » ; le premier titre semble plus probable, et le second, plus conforme au ton des notes.

## Sa carrière et influence de Ruysch et de Spinoza

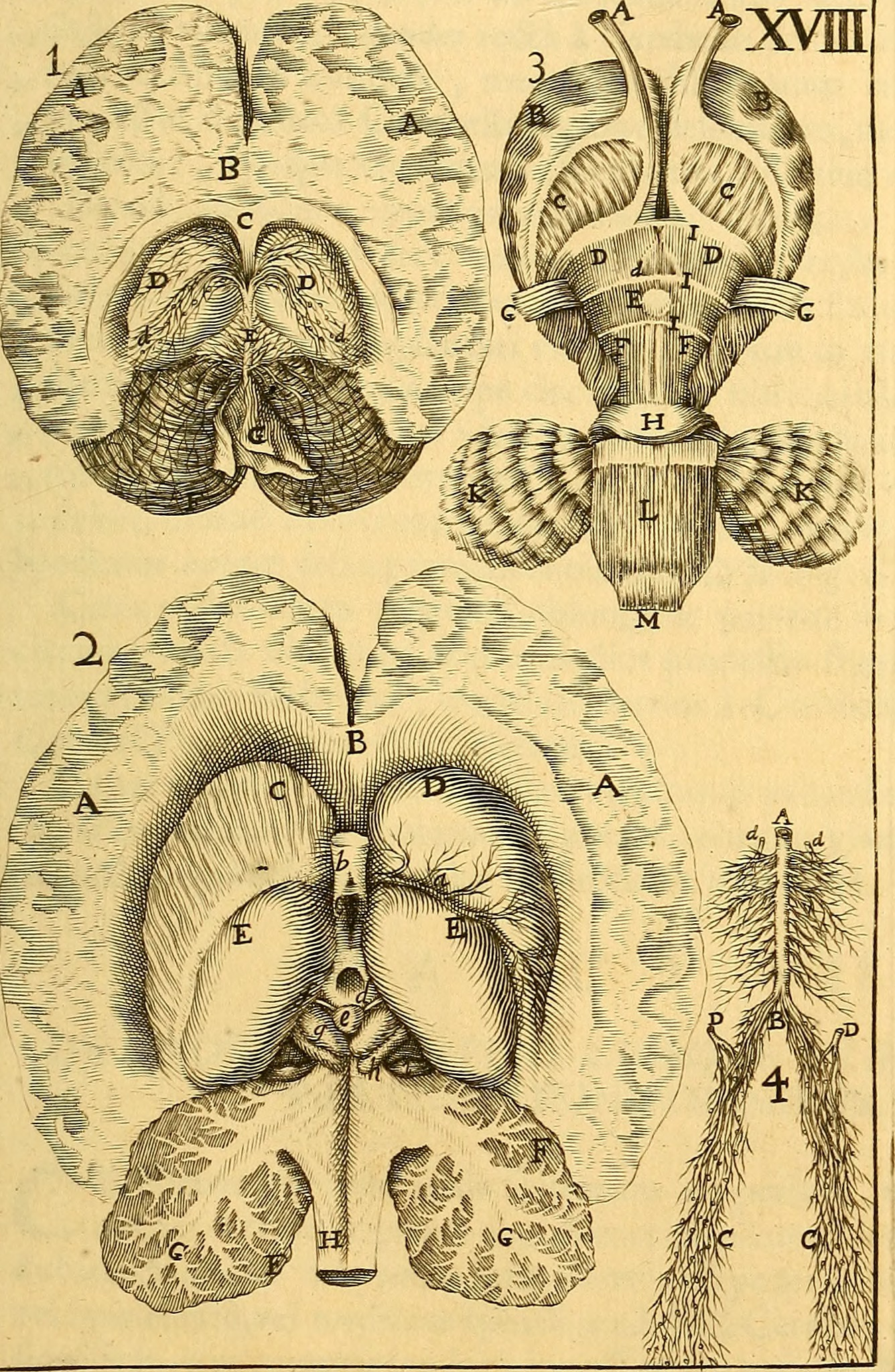
Illustration dans Corporis Humani Anatomia.

Se lançant dans une carrière en médecine, Verheyen poursuit d'abord ses études au Collège du Saint-Esprit à Louvain, avant de passer en 1678 à l'Université de Leyde. Govard Bidloo, dont la carrière va éclipser celle de Verheyen, n'a qu'un an de plus et y étudie aussi.
Leyde s'est avérée être au cœur du développement de Verheyen sur les plans médical et philosophique au début des années 1680. À 30 milles (48 km) au sud d'Amsterdam et à 12 milles (19 km) au nord de Voorburg (près de La Haye), l'étudiant s'est trouvé entre deux des personnes les plus incisives et les plus radicales de la fin du XVIIe siècle en médecine et en théologie, à savoir  le docteur Frederik Ruysch et Baruch Spinoza.  
Spinoza mourut à l'hiver 1677, mais il avait mis en branle toute une école de pensée qui se concentrait près de La Haye. En fait, des groupes d'étudiants avaient commencé à se former dans tout l'Europe du Nord et se réunissaient en privé pour débattre son œuvre. Nous sommes sûrs que de tels groupes existaient à Leyde, mais on ne peut que conjecturer sur la participation de Verheyen à leurs débats. Ce que nous savons avec certitude est que pendant ses années à Leyde, le jeune théologien devenu anatomiste lut le Tractatus Theologico-Politicus et l’Ethica Ordine Geometrico Demonstrata de Spinoza avec beaucoup d'attention. Dans ses exemplaires de ces livres, on trouve des notes détaillées et des réfutations passionnées écrites sur des bouts de papier de boucherie. Plusieurs observations contradictoires ou du moins concurrentes portent souvent sur le même passage, ce qui nous porte à croire que Verheyen relut ces passages sur plusieurs années et changea d'avis ou améliora ses arguments à maintes reprises.
Malgré sa résistance véhémente aux opinions de Spinoza, il semble que le monisme neutre, qui veut que l'univers ait un aspect unique et que le « spirituel » et le « matériel » soient de simples attributs de cette substance primitive, l'ait séduit. C'était notamment pour Verheyen un moyen de comprendre le phénomène du membre fantôme, dans lequel il avait commencé à voir une preuve de projections concrètes de l'esprit dans l'espace corporel (le point de vue même auquel il résista avant tant d'obstination).
Les dissections théâtrales de Ruysch n'ont pas moins influé sur la formation philosophique de Verheyen. Pendant ses études de médecine à Leyde, ce dernier se rend presque tous les ans à Amsterdam pour voir les célèbres dissections à la guilde des chirurgiens. Le spectacle de chirurgie était amélioré par l'aptitude du docteur Ruysch à préserver et à rétablir la couleur du cadavre pour qu'il paraisse vivant. Le docteur allait jusqu'à injecter des pigments dans le cadavre conservé pour rendre couleur et texture à ce mort exsangue. Ces dissections publiques étaient des manifestations avec admission sur présentation d'un laissez-passer qui attiraient de grandes foules de professionnels et de profanes. On trouva cinq de ces laissez-passer dans les exemplaires de l'Éthique et du Traité théologico-politique de Verheyen, où ils lui avaient servi ironiquement de signets.

## Retour à Louvain et mort

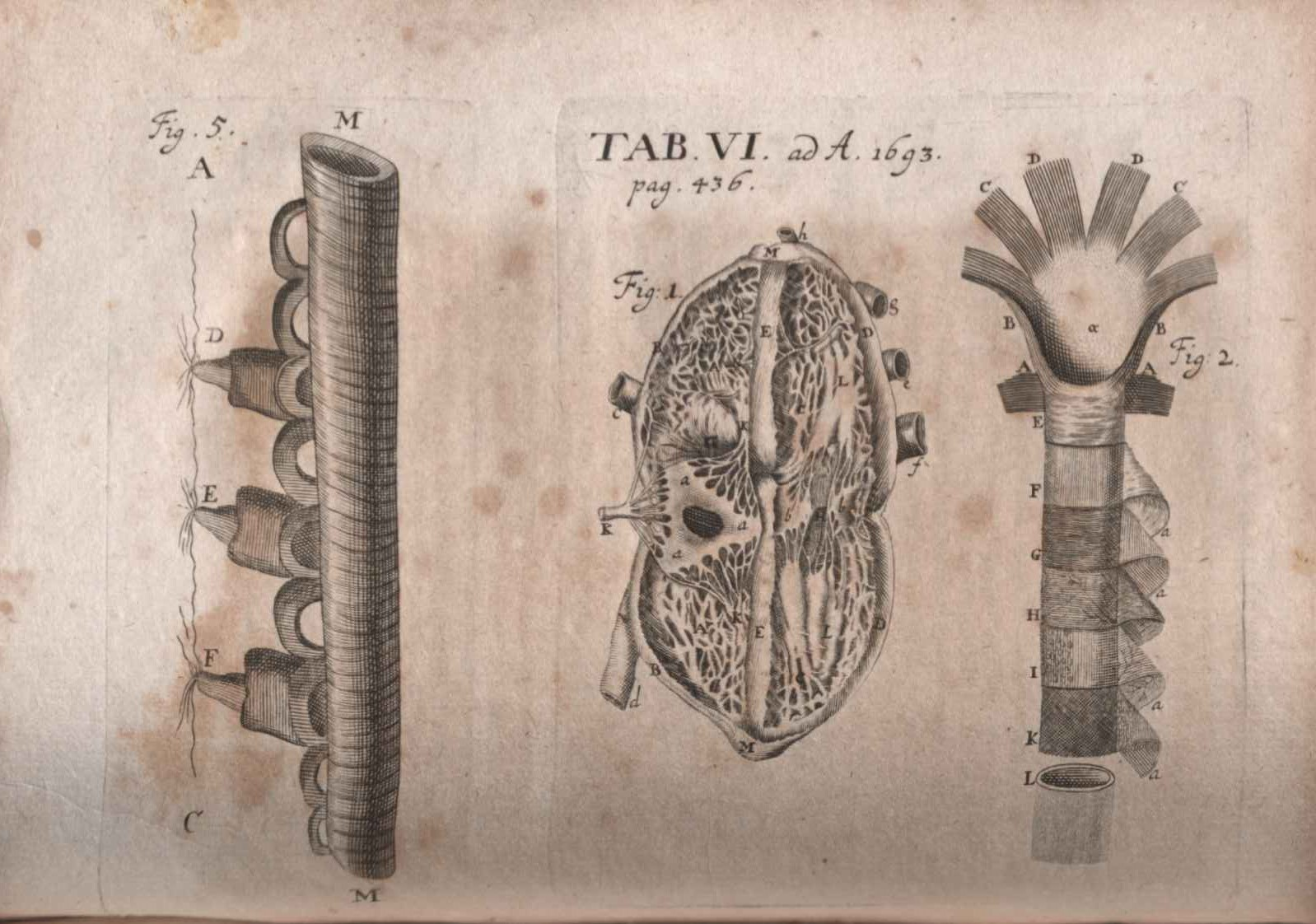
Illustration dans Corporis humani anatomia, 1693

En 1689, Verheyen retourne à Louvain pour devenir recteur magnifique (Rector magnificus) de l'Université de Louvain. Il donne des cours d'anatomie et de chirurgie et pratique la médicine. Grâce à ses nombreuses publications, il acquiert vite du renom tant au pays qu'à l'étranger. 
Poussé sans aucun doute par l'exemple de Ruysch, en 1693, Verheyen commence à faire des dissections sur sa jambe gauche conservée. On le connaît pour avoir inventé alors l'expression « Chorda Achillis » (tendon d'Achille) pour désigner la seule partie du corps d'Achille par laquelle ce héros était mortel, sa mère l'ayant tenu par ce tendon pour l'immerger dans le Styx. D'après ses notes, il cherchait à prouver que la sensation agaçante éprouvée dans son membre fantôme provenait en fait du membre amputé lui-même plutôt que de quelque force psychosomatique ou, pire encore, mystérieuse. S'il arrivait à le prouver, cela non seulement le soulagerait de son affliction déroutante, mais jetterait aussi les bases d'une réfutation du monisme de Spinoza.
C'est aussi en 1693 que paraît la première édition de son Corporis Humani Anatomia. La seconde édition, en 1706, est une édition revue et augmentée : elle comprend un second volume ou supplément, qui contient de nouvelles données et un appendice intitulé Controversia Inter Authorem Supplementi Anatomici […], qui porte sur la controverse entre Tauvry et Mery sur la circulation du sang et le foramen ovale du fœtus. Le Corporis cumule 21 éditions, que Verheyen révise lui-même.  Pendant la première décennie du XVIIIe siècle, ce livre sert de manuel scolaire dans presque toutes les universités européennes et remplace le recueil d'anatomie de Caspar Bartholin le Vieux.
En 1705, Verheyen n'est recteur magnifique que de nom. Sa santé s'affaiblit, et l'on dit qu'il se retira de ses fonctions publiques et passa de plus en plus de temps dans son laboratoire privé attenant à sa maison.  Ses notes devinrent excessivement éclatées et inutilement détaillées pendant cette période ; en 1708, elles étaient presque inintelligibles.
Jan Palfyn (1650-1730), étudiant de Verheyen et anatomiste et obstétricien renommé, écrivit dans ses mémoires privés que lors d'une visite au laboratoire de son mentor à l'automne 1710, il trouva Verheyen regardant fixement par la fenêtre par suite d'une distraction. La jambe amputée reposait sur la table de chirurgie, disséquée en de nombreuses parties distinctes. Le moindre tendon, muscle ou nerf était réduit à l'unité principale, étiqueté et étalé sur la table en bois.  
L'hiver suivant, Philip Verheyen mourut et fut enterré près de l'abbaye de Vlierbeek. Bien que ce détail ne soit pas consigné, on suppose que sa jambe fut enterrée avec lui.

## Philip Verheyen dans la fiction
- Philip Verheyen figure parmi les personnages réels qui apparaissent dans le roman Les Pérégrins d’Olga Tokarczuk[8].